# Lyerly
Lyerly – miasto w Stanach Zjednoczonych, w stanie Georgia, w hrabstwie Chattooga.